# Franchesse
Franchesse ist ein zentralfranzösischer Ort und eine Gemeinde (commune) mit 465 Einwohnern (Stand 1. Januar 2022) im Département Allier im Norden der Region Auvergne-Rhône-Alpes.

## Geographie
Der Ort Franchesse liegt in fruchtbaren und waldreichen Landschaft des Bourbonnais in einer Höhe von etwa 315 m über Meer. Die Stadt Moulins befindet sich rund 30 Kilometer Fahrtstrecke südöstlich; die im südlichen Burgund gelegene Stadt Nevers liegt etwa 50 Kilometer nördlich.
Zur Gemeinde gehören mehrere Weiler (hameaux) und Einzelgehöfte.

## Geschichte
Auf dem Gebiet der Gemeinde sind die Überreste von drei Landgütern (villae rusticae) aus gallorömischer Zeit entdeckt worden, doch es ist möglich, dass der mit Privilegien (franchises) ausgestattete Ort erst im Mittelalter entstand; er war befestigt und von Gräben umgeben. Die dreiabsidiale Kirche gilt als vom cluniazensischen Priorat Saint-Pierre-et-Saint-Paul in Souvigny abhängige Prioratskirche.

### Bevölkerungsentwicklung
Im 19. Jahrhundert stieg die Zahl der Einwohner von etwa 1000 auf knapp 1400 an. Aufgrund der Reblauskrise im Weinbau und der Mechanisierung der Landwirtschaft sank die Einwohnerzahl der Gemeinde danach kontinuierlich bis auf die Tiefststände der letzten Jahrzehnte ab.
| Jahr      | 1962 | 1968 | 1975 | 1982 | 1990 | 1999 | 2006 | 2012 | 2019 |
| Einwohner | 726  | 675  | 552  | 539  | 532  | 451  | 453  | 456  | 475  |

## Wirtschaft
Jahrhundertelang lebten die meist vom Kloster abhängigen Einwohner von Franchesse als Selbstversorger von der Landwirtschaft, zu der auch der Weinbau gehörte; hinzu kamen regionaler Kleinhandel und Handwerk. Während der Reblauskrise gegen Ende des 19. Jahrhunderts kam der Weinbau zeitweilig völlig zum Erliegen, doch werden mittlerweile wieder Rot-, Rosé- und Weißweine produziert, die über die Appellation Val de Loire vermarktet werden. Einige der leerstehenden Häuser des Ortes wurden zu Ferienwohnungen (gîtes) umgebaut.

## Sehenswürdigkeiten
Die ehemalige Prioratskirche und heutige Pfarrkirche Saint-Étienne ist ein – mit Ausnahme der exakt bearbeiteten Ecksteine sowie der drei Apsiden des Chorbereichs und der Portalzone – aus Bruchsteinen errichteter Bau des 12. Jahrhunderts von etwa 50 Metern Gesamtlänge; sie verfügt über einen Chorbereich mit drei Apsiden, ein Querschiff mit Vierungsturm, dessen Untergeschoss lediglich mit Blendbögen verkleidet ist, wohingegen die Klangarkaden bzw. Fenster des Glockengeschosses sich nach allen Richtungen öffnen. Während die Ostpartie der Kirche reich gegliedert ist, zeigt die Westfassade lediglich ein aus der Mauerflucht hervortretendes Portal mit einem darüber befindlichen Rundbogenfenster und zwei seitlichen Oculi; das Tympanon ist ein Werk des 19. Jahrhunderts. Das Mittelschiff der Kirche ist mit einer Spitztonne gewölbt, die Seitenschiffjoche haben Kreuzgratgewölbe und die Vierung schließt mit einer auf vier Trompen ruhenden Kuppelwölbung nach oben ab. Die drei rundbogigen und nach unten abgeschrägten Apsisfenster werden von Ziersäulen gerahmt, die über kleine Giebelbögen (‚Bischofsmützen‘) miteinander verbunden sind; darüber spannt sich die übliche Kalottenwölbung. Interessant ist die Vielfalt an abstrakt-vegetabilischen und figürlichen Kapitellen: Eines zeigt eine außergewöhnlich einfach gestaltete ‚Jungfrau mit Kind‘ (sedes sapientiae); seitlich von ihr sind zwei Tierköpfe zu sehen. Das Bauwerk wurde bereits im Jahr 1886 als Monument historique anerkannt.

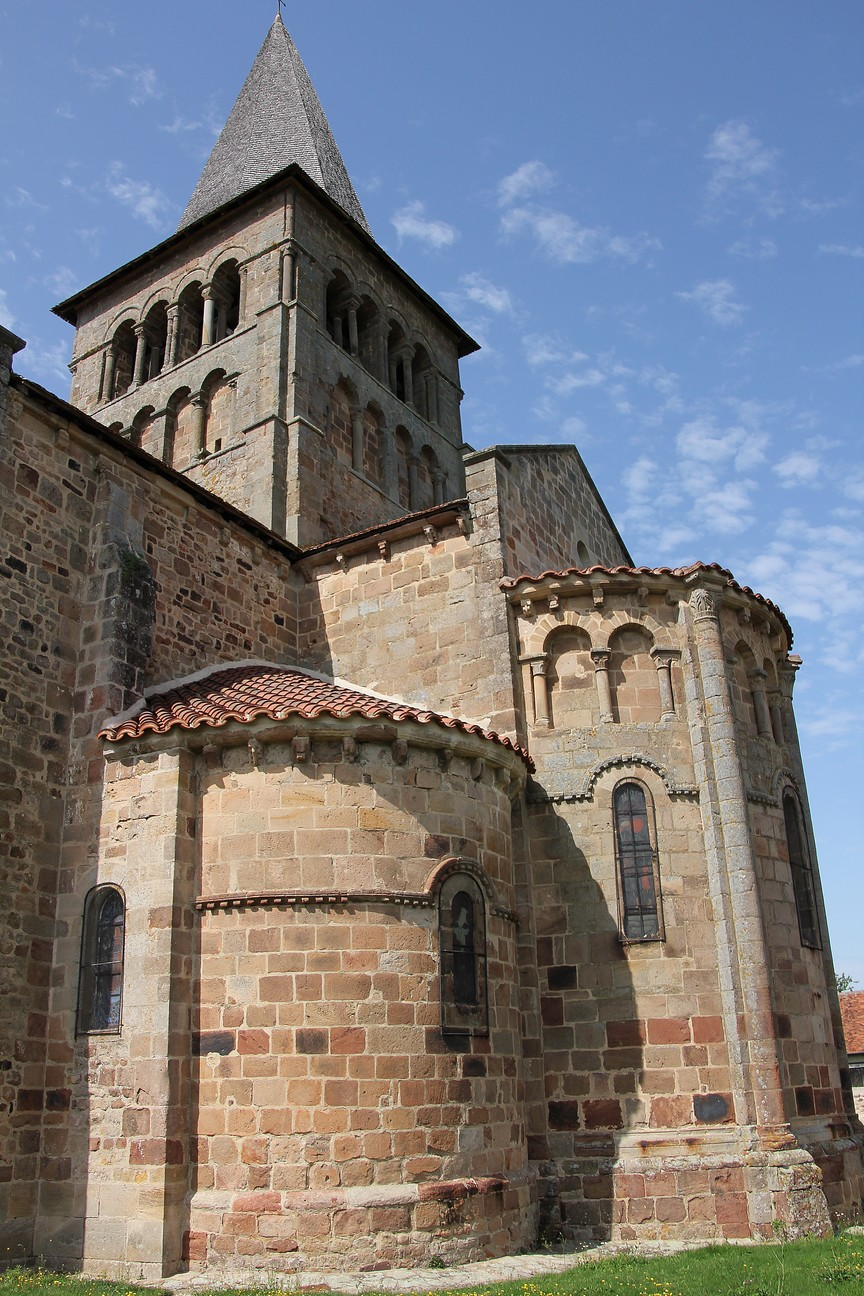
Chorpartie mit drei Apsiden, Querschiff und Vierungsturm
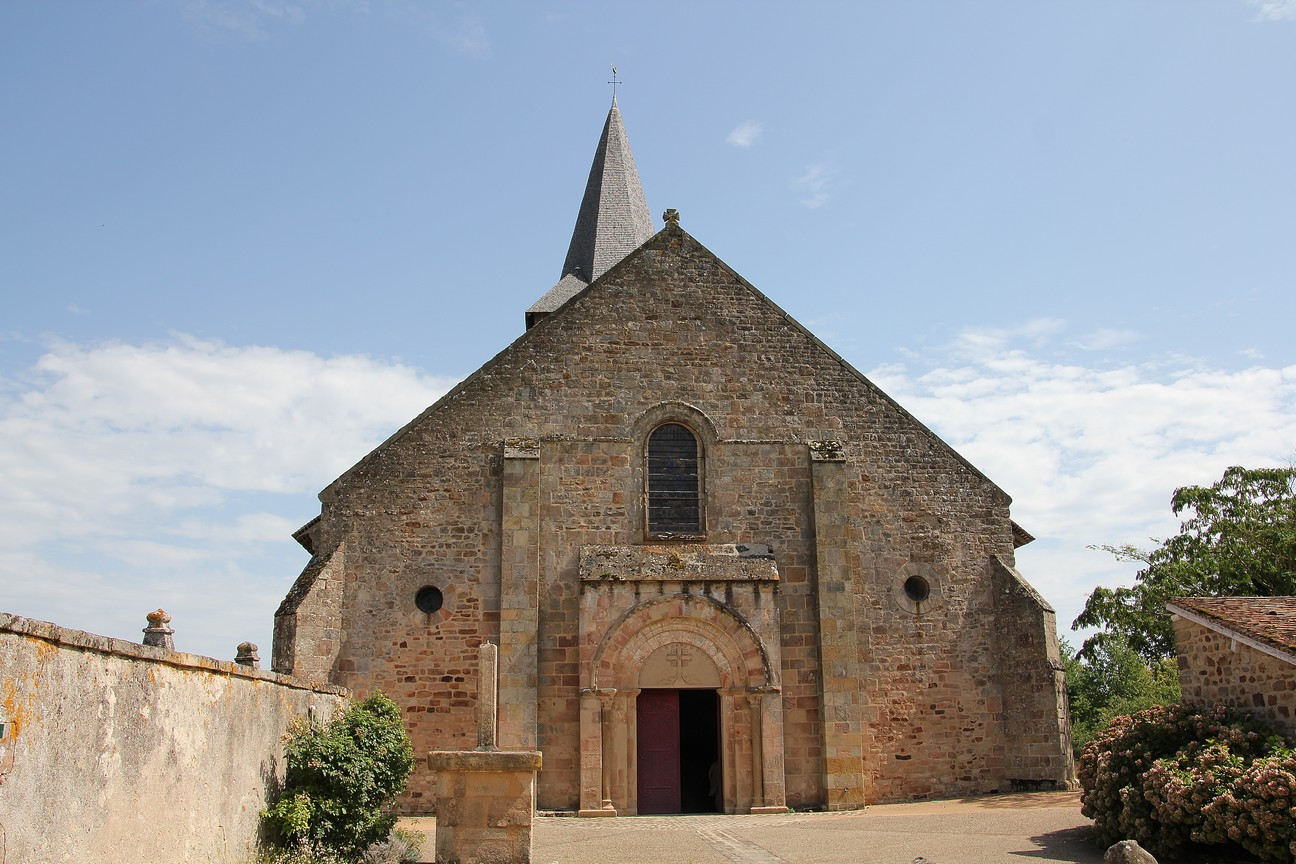
Westfassade der Kirche
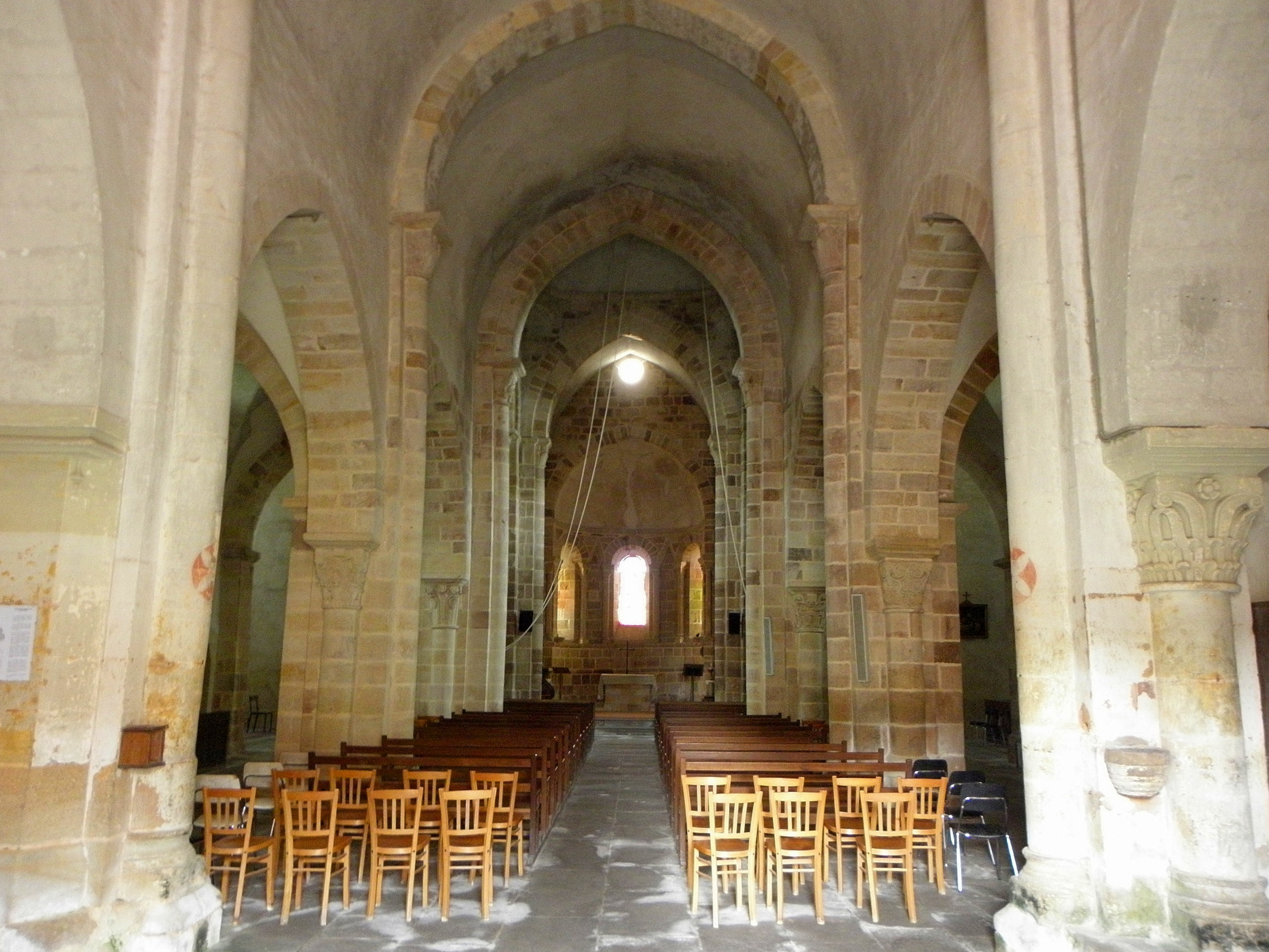
Kirchenschiff